# Agenția Națională pentru Sprijinirea Inițiativelor Tinerilor
Agenția Națională pentru Sprijinirea Inițiativelor Tinerilor (ANSIT) este o instituție publică din România, creată prin H.G. 198/ 2002, completată și adăugită prin H.G. 912/2003.
Prin ordonanța de urgență publicată în Monitorul Oficial în numărul din 18 martie 2005, Agenția Națională pentru Sprijinirea Inițiativelor Tinerilor – ANSIT trece în subordinea Autorității Naționale pentru Tineret (ANT) - instituție publică care asigură servicii de informare și consultanță pentru tineret, servicii de studii și cercetări pentru problematica tineretului.